# Козлюк, Владлен Сергеевич
Владлен Сергеевич Козлюк (5 апреля 1997 года, Одесса, Украина) — украинский борец греко-римского стиля, бронзовый призёр чемпионата Европы, чемпион Украины 2022. 

## Биография
Родился в Одессе в 1997 году. 
В 2013 году на чемпионате Европы среди кадетов остался восьмым среди кадетов в категории до 85 килограммов, в 2014 стал чемпионом мира и бронзовым призёром чемпионата Европы среди кадетов. В 2015 году был 14 на чемпионате Европы и седьмым на чемпионате мира среди юниоров, а также завоевал звание чемпиона Украины среди юниоров в категории до 97 килограммов. В 2016 году стал серебряным призёром чемпионата Европы среди юниоров; на чемпионате мира остался лишь 23-м. В 2017 году стал бронзовым призёром чемпионата Европы, завоевал звание чемпиона мира среди юниоров, на мемориале Олега Караваева среди взрослых стал шестым (в команде). В 2018 году был серебряным призёром чемпионата Европы в возрастной категории U23, в той же категории на чемпионате мира остался 13-м, а на Гран-при Германии среди взрослых - 15-м. В 2019 году в категории U23 был третьим на чемпионате Европы и пятым на чемпионате мира; среди взрослых был вторым на турнире Гран-при Испании и победил на Кубке Владислава Пятницкого. В 2020 году выиграл турнир Тор Мастерс и остался 13-м на розыгрыше Кубка Мира. В 2021 году завоевал звание чемпиона Украины, был 12-м на Гран-при Загреб и не смог отобраться на Олимпийские игры в Токио, оставшись шестнадцатым на предолимпийском квалификационном турнире. 
В 2022 году стал бронзовым призёром чемпионата Европы.

## Спортивные результаты
- 2022 Чемпионат Европы — ;
- 2022 Чемпионат Украины — ;